# Kitphom Bunsan
Kitphom Bunsan (thailändisch กฤษณ์พรหม บุญสาร, * 29. November 1993, Chanthaburi), auch als Dew (thailändisch ดิว) bekannt, ist ein thailändischer Fußballspieler.

## Karriere

### Verein
Kitphom Bunsan erlernte das Fußballspielen in Bangkok bei Police United. Hier unterschrieb er 2011 auch seinen ersten Vertrag und spielte dort bis 2014. 2015 wechselte er zum Spitzenclub Buriram United. Nach nur einem Einsatz wechselte er Mitte 2015 zum Drittligisten Ubon UMT United in die dritte Liga. Der Verein wurde Meister und stieg in die zweite Liga, der Thai Premier League Division 1, auf. 2018 wechselte er zum Erstligisten Police Tero FC nach Bangkok. Hier spielte er eine Saison und schloss sich 2019 dem Erstligisten PT Prachuap FC an. Nach drei Erstligaspielen für Prachuap ging er Mitte 2019 nach Samut Prakan, wo er sich dem Ligakonkurrenten Samut Prakan City FC anschloss. Bis Mitte 2020 stand er vierzehn mal für SPC auf dem Spielfeld. Mitte 2020 unterschrieb er einen Vertrag beim Zweitligisten Kasetsart FC in Bangkok. Für den Hauptstadtverein absolvierte er elf Zweitligaspiele. Im Mai 2021 wechselte er zum Erstligaaufsteiger Khon Kaen United FC. Anderthalb Jahre später schloss er sich dann dem Ligarivalen Muangthong United an. Für den Verein aus Pak Kret bestritt er zehn Erstligaspiele. Zu Beginn der Saison 2023/24 wechselte auf Leihbasis zum Zweitligisten Ayutthaya United FC. Am Ende der Saison 2023/24 belegte er mit dem Klub den sechsten Tabellenplatz und qualifizierte sich somit für die Aufstiegsspiele zur ersten Liga. Hier konnte man sich jedoch nicht durchsetzen. Am Ende der Saison 2024/25 feierte er mit Ayutthaya die Vizemeisterschaft der zweiten Liga sowie den Aufstieg in die erste Liga.

### Nationalmannschaft
2011 spielte er sechs Mal für die thailändische U-19-Auswahl. Vier Mal lief er 2014 für die thailändische U-23-Nationalmannschaft auf.

## Erfolge
Buriram United
- Kor Royal Cup: 2015

Ubon UMT United
- Regional League Division 2: 2015

Ayutthaya United FC
- Thailändischer Zweitligavizemeister: 2024/25  ▲